# Murieta
Murieta település Spanyolországban, Navarra autonóm közösségben. Murieta Abáigar, Oco és Igúzquiza községekkel határos. Lakosainak száma 344 fő (2024).

## Népesség
A település népessége az elmúlt években az alábbi módon változott:
| Lakosok száma | 274  | 273  | 320  | 364  | 352  | 346  | 334  | 335  | 347  | 344  |
|               | 2001 | 2004 | 2007 | 2009 | 2012 | 2014 | 2017 | 2019 | 2022 | 2024 |